# أندي هادوك
أندي هادوك (بالإنجليزية: Andy Haddock)‏ هو لاعب كرة قدم بريطاني في مركز نصف الجناح، ولد في 5 مايو 1946 في إدنبرة في المملكة المتحدة. لعب مع نادي برادفورد بارك أفنيو ونادي تشستر سيتي ونادي روذرهام يونايتد ونادي فالكيرك ونادي كرو ألكساندرا.